# Кристапс Порзингис
Кристапс Порзингис (лет. Kristaps Porziņģis; Лијепаја, 2. август 1995) летонски је кошаркаш. Игра на позицијама крилног центра и центра, а тренутно наступа за Атланта хоксе.

## Биографија
Поникао је у јуниорима тима Лијепајас лаувас. Године 2010. потписао је уговор са шпанском Севиљом, а две године касније дебитовао је у првенству Шпаније за први тим. У сезони 2014/15. проглашен је за звезду у успону УЛЕБ Еврокупа.
Године 2015. је био изабран на НБА драфту од стране Њујорк никса у првој рунди као четврти пик.
Дана 30. јула 2015. Порзингис је потписао уговор са Њујорком. Играо је за клуб прво у летњој лиги на четири утакмице, где је у просеку постизао 10,5 поена по утакмици.
Дана 28. октобра 2015. дебитовао је у НБА лиги за Никсе у победничком мечу против Милвоки бакса, где је постигао 16 поена и имао 5 скокова.
Учествовао је на Ол-стар викенду 2017. године и победио у такмичењу у вештинама, где играчи показују своје вештине у дриблингу, гађању, додавању, брзини и прецизности.
Међутим, 6. фебруара 2018, у поразу од Милвоки бакса од 103:89, Порзингис је покидао лигаменте. Није играо ни једну утакмицу до краја сезоне.
У октобру 2018, Никси су одлучили да Порзингису не продуже уговор, што би Њујорку дало додатних 10 милиона долара за лето 2019, док би Порзингис постао ограничени слободни агент. Због опоравка од повреде лигамента, Порзингис није играо за Никсе сезону 2018/19.

## Репрезентација
За сениорску репрезентацију Летоније дебитовао је на Европском првенству 2017. године.

## Остало
Старији брат Јанис Порзингис такође је био кошаркаш и након завршетка играчке каријере постао је његов агент.

## Успеси

### Клупски
- Бостон селтикси:
  - НБА (1): 2023/24.

### Појединачни
- Звезда у успону Еврокупа (1): 2014/15.
- НБА ол-стар меч (1): 2018.
- Идеални тим новајлија НБА — прва постава (1): 2015/16.
- Победник НБА такмичења у вештинама (1): 2017.

## НБА статистика

### Плеј-оф
| Сезона   | Екипа              | ОУ  | СУ  | МПУ  | ПШ%  | 3П%  | СБ%  | СПУ | АПУ | УПУ | БПУ | ППУ  |
| -------- | ------------------ | --- | --- | ---- | ---- | ---- | ---- | --- | --- | --- | --- | ---- |
| 2015/16. | Њујорк никси       | 72  | 72  | 28.4 | .421 | .333 | .838 | 7.3 | 1.3 | .7  | 1.9 | 14.3 |
| 2016/17. | Њујорк никси       | 66  | 65  | 32.8 | .450 | .357 | .786 | 7.2 | 1.5 | .7  | 2.0 | 18.1 |
| 2017/18. | Њујорк никси       | 48  | 48  | 32.4 | .439 | .395 | .793 | 6.6 | 1.2 | .8  | 2.4 | 22.7 |
| 2019/20. | Далас маверикси    | 57  | 57  | 31.8 | .427 | .352 | .799 | 9.5 | 1.8 | .7  | 2.0 | 20.4 |
| 2020/21. | Далас маверикси    | 43  | 43  | 30.9 | .476 | .376 | .855 | 8.9 | 1.6 | .5  | 1.3 | 20.1 |
| 2021/22. | Далас маверикси    | 34  | 34  | 29.5 | .451 | .283 | .865 | 7.7 | 2.0 | .7  | 1.7 | 19.2 |
| 2021/22. | Вашингтон визардси | 17  | 17  | 28.2 | .475 | .367 | .871 | 8.8 | 2.9 | .7  | 1.5 | 22.1 |
| Каријера | Каријера           | 337 | 336 | 30.8 | .444 | .353 | .820 | 7.9 | 1.6 | .7  | 1.9 | 18.9 |

| Сезона   | Екипа           | ОУ | СУ | МПУ  | ПШ%  | 3П%  | СБ%  | СПУ | АПУ | УПУ | БПУ | ППУ  |
| -------- | --------------- | -- | -- | ---- | ---- | ---- | ---- | --- | --- | --- | --- | ---- |
| 2019/20. | Далас маверикси | 3  | 3  | 31.3 | .525 | .529 | .870 | 8.7 | .7  | .0  | 1.0 | 23.7 |
| 2020/21. | Далас маверикси | 7  | 7  | 33.3 | .472 | .296 | .842 | 5.4 | 1.3 | 1.3 | .7  | 13.1 |
| Каријера | Каријера        | 10 | 10 | 32.7 | .491 | .386 | .857 | 6.4 | 1.1 | .9  | .8  | 16.3 |